# Xenotilapia boulengeri
Xenotilapia boulengeri és una espècie de peix de la família dels cíclids i de l'ordre dels perciformes endèmica del llac Tanganyika (Àfrica oriental).
Els mascles poden assolir els 15,3 cm de longitud total.